# Pseudonortonia aegyptiaca
Pseudonortonia aegyptiaca är en stekelart som först beskrevs av Henri Saussure 1863.  Pseudonortonia aegyptiaca ingår i släktet Pseudonortonia och familjen Eumenidae. Utöver nominatformen finns också underarten P. a. laeta.